# Рыжов, Александр Иванович
Алекса́ндр Ива́нович Рыжо́в (23 ноября [5 декабря] 1895, Кирьяниха, Костромская губерния — 16 декабря 1950, Москва) — советский военачальник, командующий рядом стрелковых корпусов и армий во время Великой Отечественной войны, гвардии генерал-лейтенант (1944). Герой Советского Союза (6.04.1945).

## Начальная биография
Родился 23 ноября 1895 года в деревне Кирьяниха (ныне Кинешемский район, Ивановская область). Русский.
Жил в городе Кинешма. Окончил Кинешемское реальное училище (ныне — Лицей имени Д. А. Фурманова). Работал в нотариальной конторе.

## Военная служба в Русской императорской армии
На службе в Русской императорской армии с мая 1915 года. Служил рядовым 89-го запасного батальона (Шуя), 88-го запасного батальона (Кострома). В августе 1916 года переведён в команду по подготовке к поступлению в школу прапорщиков. Окончил 1-ю Киевскую школу прапорщиков в марте 1917 года.
В Первую мировую войну воевал в звании прапорщика младшим офицером роты и начальником учебной команды 199-го запасного пехотного полка.

## Гражданская война
В Красной Армии с 6 декабря 1918 года. Участник Гражданской войны. Сначала был направлен в 19-ю стрелковую дивизию 7-й армии Северного фронта: командир взвода 165-го стрелкового полка, адъютант и командир батальона этого полка. В этом полку нёс службу на границе с Финляндией между Ладожским и Онежским озерами и воевал с белофиннами, затем воевал против английских интервентов. В 1919 году участвовал в обороне Петрограда и в боях под Ямбургом против белой Северо-Западной армии генерала Н. Н. Юденича.
В августе 1919 года полк был передан в состав 55-й стрелковой дивизии, с которой Рыжов продолжал участвовать в обороне Петрограда в районе Сестрорецка и Терийоки. С августа 1920 — помощник командира 165-го стрелкового полка по строевой части, прибыл с полком и дивизией был направлен на Западный фронт, где участвовал в советско-польской войне на брестском направлении. С января 1921 года — командир роты в 487-м стрелковом полку 55-й отдельной стрелковой бригады на Южном фронте, вёл борьбу с бандитизмом на Украине.

## Служба в Красной Армии в межвоенный период
В 1921 году служил в том же полку, стал командиром батальона. В августе 1921 года переведён в 24-ю стрелковую дивизию Украинского военного округа: помощник командира по строевой части 214-го стрелкового полка, с июля 1922 — командир батальона 72-го стрелкового полка, с октября 1927 — помощник командира 71-го стрелкового полка по материально-техническому обеспечению. В этот же период с мая 1923 по июнь 1924 года учился на Высших повторных курсах старшего комсостава в Харькове. С ноября 1931 года — начальник военного хозяйства 23-й стрелковой дивизии в том же округе.
Окончил 2 курса Военной академии РККА имени М. В. Фрунзе в 1935 году. С 17 мая 1935 — командир 184-го стрелкового полка 62-й стрелковой дивизии Киевского военного округа. С марта 1938 по ноябрь 1939 года — помощник командира 95-й стрелковой дивизии в этом округе. Затем опять направлен на учёбу на курсы усовершенствования начальствующего состава при Академии Генерального штаба РККА, которые окончил в 1940 году. С апреля 1940 года — комендант 80-го Рыбницкого укреплённого района в Одесском военном округе.
С 1939 года член ВКП(б).

## Великая Отечественная война
В начале войны оставался комендантом Рыбницкого укреплённого района, который в составе 9-й армии Южного фронта участвовал в приграничных сражениях в Молдавии и в Тираспольско-Мелитопольской оборонительной операции. В начале августа УР был преобразован в отдельную пулемётно-артиллерийскую бригаду, а генерал-майор Рыжов 2 сентября 1941 года вступил в должность командира 296-й стрелковой дивизии 9-й армии. Проявил хорошие командирские качества в сложнейшей обстановке Донбасско-Ростовской оборонительной операции, а затем и в Ростовской и в Барвенково-Лозовской наступательных операциях.
Был выдвинут на повышение, в феврале 1942 года назначен заместителем командира 3-го гвардейского стрелкового корпуса, а в мае стал командиром этого корпуса в 56-й армии Южного фронта. Участвовал в Воронежско-Ворошиловградской оборонительной операции.
С 1 июля 1942 года командовал войсками 56-й армии Южного фронта, вскоре переданной на Северо-Кавказский фронт. В Донбасской оборонительной операции в июле 1942 года армия была оттеснена противником от Таганрога к Ростову-на-Дону, не смогла под давлением преследовавших войск противника своевременно занять Ростовский оборонительный район и потеряла Ростов. В начавшейся практически без паузы битве за Кавказ войска 56-й армии участвовали в Армавиро-Майкопской операции, вынуждены были отойти на 100—120 километров и оставить Краснодар, однако к 17 августа им удалось остановить наступление немецких войск и создать устойчивую оборону в северных предгорьях Кавказа.
С 5 января 1943 года — командующий 18-й армией Черноморской группы войск Закавказского фронта, которая наступала в ходе Северо-Кавказской и Краснодарской наступательных операций. 11 февраля переведён на должность командующего «соседней» 46-й армии, продолжавшей Краснодарскую операцию и за месяц боёв продвинувшейся до 110 километров.
В марте 1943 года армия была выведена в резерв, а генерал Рыжов назначен командующим 47-й армией, которая в это время выводилась в резерв Ставки ВГК и вскоре начала переброску в состав Степного военного округа. Там армия активно готовилась к предстоящей Курской битве, строила несколько рубежей обороны, пополнялась и вела боевую подготовку. 9 июля 1943 года армия вошла в состав Степного фронта и участвовала в Курской битве и в Белгородско-Харьковской наступательной операции. Но там по каким-то причинам Рыжов не сработался с командующим фронтом И. С. Коневым и, имея более чем годичный опыт командования армиями в самой сложной обстановке, был 28 июля понижен до заместителя командующего 37-й армией этого фронта, в которой участвовал в битве за Днепр и в Нижнеднепровской операции на криворожском направлении. С января 1944 года — заместитель командующего 4-й гвардейской армии 2-го Украинского фронта, где участвовал в освобождении Правобережной Украины (в том числе в Кировоградской и Корсунь-Шевченковской наступательных операциях).
28 марта 1944 года назначен командующий 70-й армией 2-го Белорусского фронта. Однако здесь ему тоже не повезло — армия в момент его назначения участвовала в Полесской наступательной операции, подверглась ряду немецких контрударов и была оттеснена от полностью окружённого до того Ковеля. И хотя Рыжов принял командование армией уже во время её отхода и сумел достаточно быстро прекратить его и создать прочную оборону, но ответный удар к Ковелю не удался ввиду его поспешности и неподготовленности. Ставка ВГК осталась очень недовольной действиями фронта в этой операции, фронт был расформирован, а целый ряд командиров — понижены в должностях. В том числе генерал-майор Рыжов 27 мая 1944 года был снят с должности командующего армией.
Не желая оставаться без дела в резерве, Рыжов попросил назначить его на любую вакантную командную должность, и в июле 1944 года был назначен командиром 28-го гвардейского стрелкового корпуса в 8-й гвардейской армии 1-го Белорусского фронта. Командовал этим корпусом до конца войны. Успешно руководил его действиями в Люблин-Брестской операции (корпус первым с ходу ворвался в Люблин, за что получил почётное наименование «Люблинский»), в борьбе за Магнушевский плацдарм в августе-октябре 1944 года, в Висло-Одерской операции, в боевых действиях по удержанию и расширению плацдарма в районе Кюстрина, в Берлинской операции.
В ходе Висло-Одерской операции с 14 по 27 января 1945 года части корпуса генерал-лейтенанта А. И. Рыжова в первый же день операции прорвали глубоко эшелонированную оборону противника на левом берегу реки Висла и форсировали реку Варта (Польша), а затем за три недели с непрерывными боями прошли на запад более 300 километров, освободив сотни населённых пунктов. В этой операции войска корпуса уничтожили до 9000 солдат и офицеров врага, 69 танков и 83 орудия, захватили 1300 пленных, 41 танк и 36 орудий.
За умелое руководство соединениями корпуса при прорыве обороны противника на левом берегу реки Висла и форсировании реки Варта (Польша) и проявленные при этом личное мужество и героизм указом Президиума Верховного Совета СССР от 6 апреля 1945 года генерал-лейтенанту Рыжову Александру Ивановичу присвоено звание Героя Советского Союза с вручением ордена Ленина и медали «Золотая Звезда» (№ 5164).
За время войны Рыжов был шесть раз упомянут в благодарственных приказах Верховного Главнокомандующего.

## После войны
После войны продолжал командовать 28-м гвардейским стрелковым корпусом. С апреля 1949 года до своей кончины — командующий 3-й ударной армией в Группе советских оккупационных войск в Германии.
Скончался 14 декабря 1950 года. Похоронен в Москве на Новодевичьем кладбище.

## Память
- Памятник на Новодевичьем кладбище.
- Бюст городе Кинешма, у здания школы № 4 (бывшего реального училища) на аллее Героев был. В настоящее время памятник утрачен.

## Воинские звания
- прапорщик (1917)
- полковник (24.12.1935)
- комбриг (31.03.1940)
- генерал-майор (4.06.1940[7])
- гвардии генерал-лейтенант (2.11.1944)

## Награды
- Герой Советского Союза (указ Президиума Верховного Совета СССР от 6 апреля 1945 года) с вручением медали «Золотая Звезда» № 5164;
- четыре ордена Ленина (20 декабря 1943[8], 21 февраля 1945 года[9], 6 апреля 1945, 29 мая 1945[10]);
- два орден Красного Знамени (3 ноября 1944[11], 1948[9]);
- орден Суворова II степени (8 февраля 1943[12]);
- медаль «За оборону Кавказа» (1944[13]);
- медаль «За победу над Германией в Великой Отечественной войне 1941—1945 гг.» (1945);
- медаль «За взятие Берлина» (1945[14]);
- юбилейная медаль «XX лет Рабоче-Крестьянской Красной Армии» (1938[15]);
- юбилейная медаль «30 лет Советской Армии и Флота» (1948);

иностранные награды.
- Орден Крест Грюнвальда 3 степени (Польша)
- Медаль «За Одру, Нису и Балтику» (Польша)
- Медаль «За Варшаву 1939—1945» (Польша)